# Phasia brachyptera
Phasia brachyptera är en tvåvingeart som beskrevs av Sun 2003. Phasia brachyptera ingår i släktet Phasia och familjen parasitflugor. Inga underarter finns listade i Catalogue of Life.